# Рекітень
Рекітень, Рекітені (рум. Răchiteni) — село у повіті Ясси в Румунії. Входить до складу комуни Рекітень.
Село розташоване на відстані 297 км на північ від Бухареста, 52 км на захід від Ясс.

## Населення
За даними перепису населення 2002 року у селі проживали 1682 особи, усі — румуни. Усі жителі села рідною мовою назвали румунську.